# Nord (album)
Nord este un album al formației Luna Amară, lansat prin intermediul casei de discuri Universal Music România în octombrie 2018. Disponibil atât în formate fizice (pe CD și, ulterior, pe dublu disc de vinil), cât și digital, albumul – prin cele 11 cântece ale sale – marchează revenirea trupei la sonoritățile electrice construite în perioada Asfalt – Loc lipsă.
„Misterul din vocea lui Nick (Făgădar) și frumusețea durității din cea a lui Mihnea (Blidariu) au puterea de a produce o atmosferă expresivă pentru melodii. «Duelul» dintre cele două ajunge să ți se imprime în minte și prin faptul că există o apăsare continuă a semnificației speciale a celor unsprezece piese. Cele mai «grele» melodii din punct de vedere al simbolismului sunt «Om» și «Nu știu, nu iau, nu sunt». «Focuri» este un «back to the roots» adresat direct anumitor personaje și devine un imn al răsculării împotriva a ceea ce pentru unii reprezintă un tipar. Instrumental, basul și toba duc greul armonic, în timp ce chitarele ajung să dirijeze bogăția măsurilor. Lipsește aproape complet trompeta în album, (...) însă scurtele pasaje de acustic reușesc să umple acel gol. Liniștea din anumite momente, alături de refrenele cântate cu timbru, din piese precum «Atât de simplu» sau «Tăcerea» sunt alte două plusuri ale lui «Nord».”—Andrei Prună, Maximum Rock, 10 octombrie 2018
Apariția albumului consemnează debutul lui Andrei Boțan în rolul de chitarist solo al trupei, dar și întoarcerea lui Costin Chioreanu, cel care a lucrat cu Luna Amară pentru Pietre în alb, în postura de creator al graficii. Concertul de lansare se desfășoară la Cluj, în 13 octombrie, iar o săptămână mai târziu, discul este lansat și în București, la clubul Quantic. Turneul de promovare include peste zece orașe din România, plus un spectacol la Chișinău (17 noiembrie).
Produsul discografic este plasat pe poziția a cincea în topul albumelor românești apărute în anul 2018, clasament realizat și publicat de revista Muzici și Faze: „«Nord»-ul aparține anilor 2000, însă Luna Amară are suficientă experiență «under the belt» pentru a nu rata Top 10-ul și sufletele fanilor. Spre deosebire de albumul precedent, «more is less».”

## Piese
1. Atât de simplu (6:33)
2. Insomnii (3:45)
3. Viu (2:48)
4. Nu știu, nu iau, nu sunt (3:51)
5. Aleargă, așteaptă (3:53)
6. Ploi negre (5:43)
7. Om (5:54)
8. Respiră un început (4:08)
9. Focuri (4:20)
10. Tăcerea (5:34)
11. Ești tu (5:39)

## Personal
Componența formației:
- Mihnea Blidariu – vocal, chitară, trompetă
- Nick Făgădar – vocal, chitară
- Andrei Boțan – chitară
- Sorin Moraru – chitară bas
- Răzvan Ristea – baterie

Au colaborat:
- Alexei Țurcan (Travka) – programare la piesa „Viu”
- Marius Pop (Celelalte Cuvinte) – programare la piesa „Nu știu, nu iau, nu sunt”

Detalii tehnice:
- Înregistrări muzicale efectuate la Radio Cluj (septembrie 2017) și la studioul Luna Recording din Cluj-Napoca (august 2018). Ingineri de sunet: Dan Georgescu, Vlad Bornuz, Tiki Horea.
- Mixaje: Dan Georgescu (Unda Recording). Masterizare piesa „Viu”: Simon Francis (Simon Francis Mastering).
- Grafică: Costin Chioreanu (Twilight13Media). Management și concerte: Richard Constantinidi.